# Zenit Petersburg (koszykówka)
Zenit Petersburg – koszykarska sekcja sportowego klubu rosyjskiego Zenitu z siedzibą w Petersburgu.
Zespół powstał w 2003 roku jako Dinamo (obwód moskiewski) (Dinamo (Moskowskaja obłast´)). W 2007 roku zmienił nazwę na Triumf Lubiercy Moskowskaja obłast´, pod którą grał w Lubiercach.
Od sezonu 2010/2011 trenerem zespołu jest Litwin, Valdemaras Chomičius.